# رائد كبها
رائد كبها (6 يونيو 1967 -) هو مغني فلسطيني.

## حياته ونشأته
ولد رائد محمود محمد كبها بتاريخ 6 يونيو سنة 1967م في قرية خور صقر في المثلث الشمالي قرب أم الفحم.

## مسيرته
باشر الفنان رائد كبها الغناء سنة 1982، وفي سنة 1985 أسس الفنان رائد كبها فرقته الموسيقية التي أصبحت معروفه بشكل واسع بعد أعوام قليله. بدأ باختراق الطرق في حفلاته في فلسطين والخارج. استمر رائد كبها بعطاء الفن الفلسطيني متميزاً بصوته الجبلي حاملاً ورائه قضيته الفلسطينية.
يُعتبر رائد كبها من أوائل الفنانين في فلسطين الذين ذاع اسمهم عالياً من خلال مشاركاته الخارجيه في العالم العربي والعالم أجمع. من خلال مسيرته لفنيه زار الفنان رائد كبها الكثير من البلدان ودول العالم كسفير للأغنيه الفلسطينيه ومنها: البرازيل، الولايات المتحدة الأمريكية، فرنسا، ألمانيا، سويسرا، كندا، مصر.
يمتلك البوم كامل من الحان وكلمات وتوزيع أشهر وأفضل الموسيقين المصريين، رائد كبها - في القاهرة - سنة 1990
ما يميز رائد كبها انه يغني اغانيه الخاصة في الحفلات والمهرجانات، حيث يمتلك مكتبه ضخمة من الاغاني الخاصة التي لُحنت وكُتبت خصيصاً له. شارك بالعديد من المهرجانات المحلية والعالميه منها:
- مهرجان تونس كسفير الفن فلسطيني.
- مهرجنات تراثيه عن فلسطين في عدة دول اوروبيه.
- مهرجان القدس، ومهرجان رام الله،
- مهرجان الجزيرة للأفلام الوثائقيه عن فيلم هاي بلادي وهاي الدار وحاز على جائزة أفضل عمل فلسطيني، وكان من بين الأوائل من فئة الأفلام الوثائقيه العالميه المُشاركة في المهرجان. فيلم هاي بلادي وهاي الدار الذي شارك أيضا في يوم التضامن مع الشعب الفلسطيني في جامعة براغ في تشيكيا.

## أعماله
إنتاج رائد كبها في مسيرته الفنية من الألبومات والاشرطة منذ بدايات الفنان رائد كبها ليومنا هذا، من 1985 إلى 2015:
- البوم مين قال ما ريدك 1985 .
- البوم يا شويقي..1986 .
- البوم هلي يا جمره 1988 .
- البوم في القاهرة 1990 .
- البوم غربه في الوطن 1991 .
- البوم ميت هلا 1993 .
- حفلة كفر قرع 1994 .
- حفلة طول كرم 1994 .
- البوم من كتر ما اشتقنى 1995 .
- البوم الزمن 1997 .
- البوم (يا مسهر قلبي) 1998 .
- البوم كوكتيلات من التراث 2000 .
- البوم يا أهل البلد 2001 .
- حفلة غزه 2001 .
- حفلة عين السهلة 2002 .
- البوم احلا غرام 2004 .
- البوم افراح مع تميم الاسدي 2005 .
- حفلة برطعه 2006 .
- حفلة بيت صفافا 2007 .
- حفلة كفر جمال 2008 .
- البوم هاي بلادي مع أحمد الرائد 2008 .
- البوم على المنصة مع أحمد الرائد 2008 .
- البوم طربيات 1 2009.
- البوم افراح مع أحمد الرائد 2011 .
- البوم رائد كبها 2012 .
- حفلة جلجليا 2012 .
- ألبوم الأحلى فرحتنا - 2015 .
- يملك الفنان رائد كبها 12 فيديو كليب وفلمين (تجدونها جمياً على اليوتيوب) نعرض عليكم اسم الاغنية وسنة تصويرها عى طريقة الفيديو كليب:-
- يا حلوة شرقي - سنة 1994 .
- لا تدمعي يا عين - 1997 .
- الزمن - 1998 .
- يا أهل البلد - 2000 .
- يا ابني، مع احمد الرائد - 2008 .
- فيلم هاي بلادي وهاي الدار 2009 .
- على ابواب يافا - 2009 .
- من سجن عكا - 2009 .
- يا ظلان السجن - 2009 .
- احلى غرام - 2011 .
- فيلم فرح البلد العامر - 2011 .
- إلى القدس - مع احمد الرائد وعمر الرائد 2013 .

جميعها إخراج د. ناطم شريدي وإنتاج رائد كبها.
إلى غزة الحبيبة، جينالك يا غزة- 2012 إخراج رياض خطيب إنتاج تلفزيون فلسطين.
في مسيرة الفنان رائد كبها تعامل مع عدة فنانين وموسيقين وشعار وموزعين موسيقين من فلسطين والعالم العربي ومصر بالتحديد،
حيث كتبو ولحنو ووزعو اغاني خصيصاً له وهم:
الشعراء:
- سعود الأسدي.
- موسى حافظ.
- تميم الاسدي.
- انسان الطائر، مصر.
- مصطفى زكي، مصر.
- محمود كستوني.
- جريس عيد.
- رامي كبها.

الملحنون:
- خالد صدوق.
- محمود كستوني.
- سامي الحفناوي، مصر.
- حلمي عامر.
- رامي كبها.
- محمد جبالي.
- مرسي بيادسة.

الموزعون الموسيقيون:
- عادل عايش، استوديو مصر.
- محمود بدوية.
- محمد جبالي.
- مرسي بيادسة.
- محمد أبو صلاح.
- مراد دراوشة.
- فاروق دراوشة.
- كارم مطر.
- محمد صبري.